# Richmond WCT 1975
Il Richmond WCT 1975 è stato un torneo di tennis giocato sul sintetico indoor. È stata la 10ª edizione del torneo che fa parte del World Championship Tennis 1975. Si è giocato a Richmond negli Stati Uniti dal 27 gennaio al 2 febbraio 1975.

## Campioni

### Singolare maschile
Björn Borg ha battuto in finale  Arthur Ashe con il punteggio di 4–6, 6–4, 6–4

### Doppio maschile
Hans Kary /  Fred McNair hanno battuto in finale  Paolo Bertolucci /  Adriano Panatta con il punteggio di 7–6, 5–7, 7–6